# 松虫通 (大阪市の地名)
松虫通（まつむしどおり）は、大阪府大阪市阿倍野区にある町名。現行行政地名は松虫通一丁目から松虫通三丁目。

## 地理
阿倍野区の西部に位置し、南の西側に橋本町、東側に晴明通、北に丸山通、東に阿倍野元町、西に西成区聖天下と接している。

## 歴史

### 地名の由来
当町域に所在する謡曲「松虫」で著名な松虫塚が道路名の通称となっていたことに由来する。

### 沿革
- 1929年（昭和4年）、大阪市住吉区阿倍野町・天王寺町の各一部より成立。
- 1938年（昭和13年）、天王寺町の一部を編入。
- 1943年（昭和18年）、分区により阿倍野区の所属となる。
- 1967年（昭和42年）、一部が丸山通1 - 2丁目となる[7]。

## 世帯数と人口
2024年（令和6年）9月30日現在の世帯数と人口は以下の通りである。
| 丁目         | 世帯数    | 人口    |
| ------------ | --------- | ------- |
| 松虫通一丁目 | 390世帯   | 769人   |
| 松虫通二丁目 | 574世帯   | 1,244人 |
| 松虫通三丁目 | 290世帯   | 506人   |
| 計           | 1,254世帯 | 2,519人 |

### 人口の変遷
国勢調査による人口の推移。
| 1995年（平成7年）  | 2,643人 | [ 8 ]  |  |
| 2000年（平成12年） | 2,621人 | [ 9 ]  |  |
| 2005年（平成17年） | 2,431人 | [ 10 ] |  |
| 2010年（平成22年） | 2,293人 | [ 11 ] |  |
| 2015年（平成27年） | 2,314人 | [ 12 ] |  |
| 2020年（令和2年）  | 2,488人 | [ 13 ] |  |

### 世帯数の変遷
国勢調査による世帯数の推移。
| 1995年（平成7年）  | 1,061世帯 | [ 8 ]  |  |
| 2000年（平成12年） | 1,145世帯 | [ 9 ]  |  |
| 2005年（平成17年） | 1,097世帯 | [ 10 ] |  |
| 2010年（平成22年） | 981世帯   | [ 11 ] |  |
| 2015年（平成27年） | 1,007世帯 | [ 12 ] |  |
| 2020年（令和2年）  | 1,158世帯 | [ 13 ] |  |

## 学区
市立小・中学校に通う場合、学区は以下の通りとなる。なお、小学校・中学校入学時に学校選択制度を導入しており、通学区域以外に阿倍野区の小学校（自宅から概ね2km以内）・中学校から選択することも可能。
| 丁目         | 番   | 小学校             | 中学校             |
| ------------ | ---- | ------------------ | ------------------ |
| 松虫通一丁目 | 全域 | 大阪市立丸山小学校 | 大阪市立松虫中学校 |
| 松虫通二丁目 | 全域 | 大阪市立丸山小学校 | 大阪市立松虫中学校 |
| 松虫通三丁目 | 全域 | 大阪市立丸山小学校 | 大阪市立松虫中学校 |

## 事業所
2021年（令和3年）現在の経済センサス調査による事業所数と従業員数は以下の通りである。
| 丁目         | 事業所数 | 従業員数 |
| ------------ | -------- | -------- |
| 松虫通一丁目 | 22事業所 | 215人    |
| 松虫通二丁目 | 25事業所 | 87人     |
| 松虫通三丁目 | 13事業所 | 86人     |
| 計           | 60事業所 | 388人    |

## 交通

### 鉄道
- 阪堺電気軌道
  - 上町線 松虫停留場（駅の西半分は松虫通にある。）

### 道路
- 松虫通

## 施設
- 大阪市立松虫中学校
- 阿倍野警察署 聖天山公園交番
- 聖天山公園
- 正圓寺

## その他

### 日本郵便
- 〒545-0043[3]（集配局：阿倍野郵便局[17]）